# أحمد حسن الزعبي
أحمد حسن الزعبي (وُلِد في 10 فبراير 1975 في الرمثا، إربد) هو كاتب وصحفي وكاتب مسرحي ساخر أردني بارز ومعروف بتعليقاته السياسية والاجتماعية الحادة. بدأت رحلة الشهرة للزعبي عام 2004 بعموده «سواليف» في صحيفة الرأي الأردنية، كان العمود الأكثر قراءة في الأردن وقتئذٍ، حيث يعالج المشاكل السياسية والاجتماعية في البلد. تتناول أعماله القضايا الملحة في المجتمع الأردني، كما كانت قد حُظِرَت أعماله في كثير من الأحيان بسبب جرأتها؛ مما يعكس التزامه بقول الحقيقة. يمتد تأثير الزعبي إلى ما هو أبعد من الصحافة، عمل موقعه الإلكتروني وتعاوناته مع شركات إعلامية مثل خرابيش على تضخيم الأصوات والأفكار التي غالباً ما تخنقها الرقابة.
حصل الزعبي على شهادة البكالوريوس في المحاسبة من جامعة جرش الخاصة في عام 1998، وخلال دراسته في الجامعة، حصل على العديد من الجوائز على المستوى الوطني لكتابة القصص القصيرة. تميزت حياته المبكرة بالتحديات الشخصية التي غذت أسلوبه في الكتابة الاستبطانية والانتقادية.
زُج الزعبي في السجن في 4 يوليو 2024 بسبب منشور له على فيسبوك انتقد فيه إضراب سائقي الشاحنات، غضباً عارماً في عمان، وبعد الحكم عليه بالسجن لمدة عام بتهمة التحريض على الفتنة الطائفية، رُفضت استئنافاته. ودعا نشطاء وجماعات حقوقية إلى إطلاق سراحه، منددين باستخدام قانون الجرائم الإلكترونية لقمع حرية التعبير. وأدت هذه القضية إلى تكثيف المناقشات حول القيود المفروضة على الحريات المدنية في الأردن.

## طفولته
عاش الزعبي طفولة قاسية مليئة بالتحديات نتيجة عدة صدمات عنيفة عاشها، أهمها وفاة والده عندما كان في الثانية عشرة من عمره فقط. على عكس أقرانه الذين كانوا يلعبون في شوارع المدينة التي يعتز بها، كانت طفولته هادئة ومنطوية. لقد عبر عن رفضه للأشياء التي لا يستطيع قبولها عقليًا وعاطفيًا من خلال الابتسامة والصمت في آنٍ واحد.

## حياته المهنية
عمل الزعبي في مبيعات لشركة في الإمارات العربية المتحدة. بدأ حياته المهنية في كتابة مجلة «أحول» الإماراتية تحت عنوان «الشارع الآخر» في الفترة ما بين 2000 إلى 2003، كما نشر العديد من المقالات في مجلة الخليج، وعاد إلى الأردن في عام 2004، وبدأ الكتابة في صحيفة الرأي تحت عمود ساخرة بعنوان «سواليف».
بدأ الزعبي موقعه سواليف على شبكة الإنترنت في عام 2008، ينشر فيه الزعبي مقالاته المحظورة وأعمال الكتاب الهواة الأردنيين. في عام 2011 وفي أعقاب الربيع العربي كتب المسرحية الشهيرة الآن فهمتكم، والتي ذاع صيتها في تلك الفترة، وكان قد حضرها الملك عبد الله الثاني وولي العهد الحسين. وصف الزعبي المسرحية بأنها عمل كتبه 300 مليون عربي. في عام 2012 بدأ الزعبي التعاون مع شركة خرابيش التي تنتج برنامجه الساخر «منع في الصين». يكتب الزعبي أيضاً لجريدة الإمارات اليوم منذ عام 2012.

## أعماله
كتب الزعبي الكثير من المقالات التي تناول فيها العديد من القضايا المختلفة، ونشر العديد منها في الصحف الأردنية المختلفة، كما أنه نشر العديد من المقالات المحظورة على موقع شبكة سواليف الإلكتروني المتخصص في نشر أعمال الكتاب والهواة الأردنيين.

### الكتابات المنشورة
- 2006: سواليف
- 2008: المامعوت
- 2012: أوجاع الوطن
- 2012: نزيف منفرد
- 2016: من سف بلدي

### المسرحيات
- 2011: المسرحية السياسية الساخرة الآن فهمتكم